# Characoma vallata
Characoma vallata är en fjärilsart som beskrevs av Edward Meyrick 1902. Characoma vallata ingår i släktet Characoma och familjen trågspinnare. Inga underarter finns listade i Catalogue of Life.